# Erdne Nikołajew
Erdne Kałtykanowicz Nikołajew, ros. Эрдне Калтыканович Николаев (ur. w 1898 r. w stanicy Płatowskiej, zm. w 1966 r. w USA) – kałmucki działacz emigracyjny, wykładowca akademicki, wojskowy Rosyjskiego Korpusu Ochronnego podczas II wojny światowej.
Brał udział w wojnie domowej w Rosji. Służył w wojskach Białych. Doszedł do stopnia sotnika. W połowie października 1920 r. wraz z wojskami Białych został ewakuowany z Krymu do Gallipoli. Na emigracji zamieszkał w Bułgarii. Następnie przeniósł się do Czechosłowacji. W 1929 r. ukończył studia filozoficzne na uniwersytecie w Pradze. W tym samym roku objął funkcję atamana wszechkozackiej stanicy w Czechosłowacji. Wkrótce otrzymał tytuł doktora filozofii. Prowadził zajęcia uniwersyteckie. W 1932 r. przybył do Belgradu, gdzie został nauczycielem w jednej ze szkół. Jednocześnie w 1933 r. zaangażował się w działalność miejscowej kolonii kałmuckiej (m.in. prowadził zajęcia z młodzieżą). Po zajęciu Jugosławii przez wojska niemieckie w kwietniu 1941 r., wstąpił do nowo formowanego Rosyjskiego Korpusu Ochronnego. Po zakończeniu wojny zamieszkał w Bawarii, gdzie w latach 1947-1948 pełnił funkcję redaktora naczelnego pisma „Obozrienije”. Pod koniec lat 40. wyemigrował do USA, kontynuując działalność związaną z kałmuckim ruchem narodowym.